# Oscar José Vélez Isaza
Oscar José Vélez Isaza CMF (Pensilvania, 4 de novembro de 1954) é um clérigo católico romano colombiano e bispo de Valledupar.

## Biografia
Oscar José Vélez Isaza nasceu no departamento de Caldas, um dos cinco filhos de Juan Clímaco Vélez Mejía e Adela Isaza Hoyos. Iniciou os estudos secundários no Seminário Menor de Manizales e os concluiu no Colegio Mayor de Nuestra Señora del Rosario, em Bogotá, onde obteve o bacharelado em Filosofia e Letras em 1968. Iniciou os estudos eclesiásticos no Seminário Maior Arquidiocesano de San José, na mesma capital, onde concluiu o ciclo de Filosofia e o primeiro ano de Teologia (1969-1972). . Ingressou então nos Missionários Filhos do Imaculado Coração de Maria e, após concluir o Noviciado, completou a formação teológica no Teologado da referida Congregação em Manizales e La Estrella (1974-1975).
Fez a primeira profissão como Claretiano em 2 de fevereiro de 1974 e emitiu os votos perpétuos no dia 8 de dezembro de 1975 em La Estrella. Dias depois, aos 14 de dezembro, recebeu o sacerdócio em Bogotá. Após a ordenação, realizou estudos de especialização em Madrid: no Instituto Superior de Vida Religiosa, anexo à Universidade Pontifícia de Salamanca, obteve o bacharelado em Teologia da Vida Religiosa e no Instituto Superior de Ciências Morais, atribuído à Universidade Pontifícia Comillas, o Bacharelado em Teologia Moral. Também obteve o bacharelado em educação e ciências religiosas na Universidade de San Buenaventura, em Cali.
Exerceu os seguintes cargos: Assistente do Mestre de Noviços (1975-1978); Pároco do “Coração de Maria” em Medellín (1978-1984); Tesoureiro e professor da Escola Claretiana de Cali (1984) e depois seu Reitor (1985-1987). Ao retornar da Espanha, foi nomeado Pároco de “Nossa Senhora do Perpétuo Socorro” de Cali (1990-1992) e Professor de Moral no Seminário Maior da Arquidiocese. Em 1992 foi nomeado Reitor da Escola Claretiana “Santa Dorotea” de Cali e eleito Ecônomo Provincial de sua comunidade religiosa (1992-1995). Em 1995 foi eleito Superior Provincial da Província Claretiana da Colômbia Ocidental por um período de três anos, cargo para o qual foi reeleito duas vezes e que ocupava quando foi nomeado Bispo. Além disso, naquela época era Reitor da Escola Claretiana “Santa Dorotea” de Cali, pertencia ao Conselho Diretor Nacional da Conferência dos Religiosos da Colômbia e era membro do Conselho Presbiteral da Arquidiocese de Medellín.
Em 10 de junho de 2003, o Papa João Paulo II o nomeou Bispo de Valledupar. O arcebispo de Medellín, Alberto Giraldo Jaramillo PSS, o ordenou bispo em 19 de julho do mesmo ano, na Paróquia de Nossa Senhora do Perpétuo Socorro, Colseguros, Cali; os co-consagradores foram Beniamino Stella, Núncio Apostólico na Colômbia, e Jorge Iván Castaño Rubio CMF, Bispo Auxiliar em Medellín. Tomou posse da diocese em 23 de agosto.
Em agosto de 2019, Mons. Oscar Vélez presidiu a cerimônia de inauguração da nova catedral da Diocese de Valledupar, dedicada a Ecce homo, identificada como a maior e mais moderna catedral da Colômbia.

Além de suas funções episcopais, foi Presidente da Comissão Episcopal de Vida Consagrada do episcopado colombiano, depois foi Presidente da Comissão Episcopal de Educação e Cultura e atualmente é Presidente da Comissão de Doutrina.